# Giro d'Oro 2004
Il Giro d'Oro 2004, ventiduesima edizione della corsa, si svolse il 20 giugno su un percorso di 176 km. Fu vinto dallo sloveno Jure Golčer della Formaggi Pinzolo Fiavé davanti agli italiani Eddy Ratti e Giampaolo Cheula.

## Ordine d'arrivo (Top 10)
| Pos. | Corridore             | Squadra                            | Tempo    |
| ---- | --------------------- | ---------------------------------- | -------- |
| 1    | Jure Golčer           | Formaggi Pinzolo Fiavé             | 4h14'22" |
| 2    | Eddy Ratti            | Flanders-Afin.com                  | a 5"     |
| 3    | Giampaolo Cheula      | Vini Caldirola-Nobili Rubinetterie | a 9"     |
| 4    | Dmitrij Konyšev       | Team LPR                           | a 21"    |
| 5    | Daniele Pietropolli   | Tenax-Menikini                     | a 1'13"  |
| 6    | Domenico Passuello    | Amore & Vita-Beretta               | a 1'18"  |
| 7    | Aliaksandr Kuschynski | Amore & Vita-Beretta               | s.t.     |
| 8    | Antonio D'Aniello     | Miche                              | s.t.     |
| 9    | Sebastian Skiba       | Legia Bazyliszek-Sopro             | s.t.     |
| 10   | Roberto Sgambelluri   | Vini Caldirola-Nobili Rubinetterie | s.t.     |